# La Bataille syndicaliste

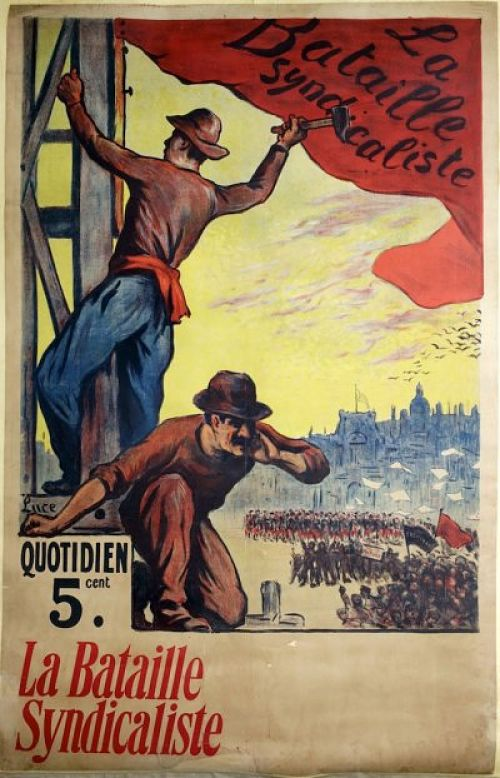
Une affiche de Maximilien Luce pour le lancement du journal La Bataille syndicaliste en 1911.

La Bataille syndicaliste, publié entre le 27 avril 1911 et le 23 octobre 1915, est un journal syndicaliste révolutionnaire.
La publication est généralement décrite comme l'« organe officieux » de la Confédération générale du travail (CGT) pour cette période,,,.

## Éléments historiques
D'abord quotidien : premier numéro le jeudi 27 avril 1911, dernier numéro (1638) le 23 octobre 1915.
À partir de cette date, le journal change de titre et devient La Bataille, organe quotidien syndicaliste du 3 novembre 1915 au 31 décembre 1920.
Il devient hebdomadaire à partir du n°1479 du 2 décembre 1919.
Une série de concerts initiée par Albert Doyen (fondateur des Fêtes du Peuple) est organisée sous son égide en 1914.
Le quotidien édite quelques ouvrages.

### Face à la Première Guerre mondiale
Le 28 février 1916, le journal publie le Manifeste des Seize rédigé par Pierre Kropotkine et Jean Grave qui, dans le contexte de l'Union sacrée, prend publiquement parti pour le camp des Alliés et contre l’« agression allemande ». Ce texte s'oppose à la position de l'internationale anarchiste qui espère mettre fin au conflit par des mouvements de protestation populaire. Cette publication provoque de vifs débats au sein de la rédaction et du lectorat.

### Contributeurs notoires

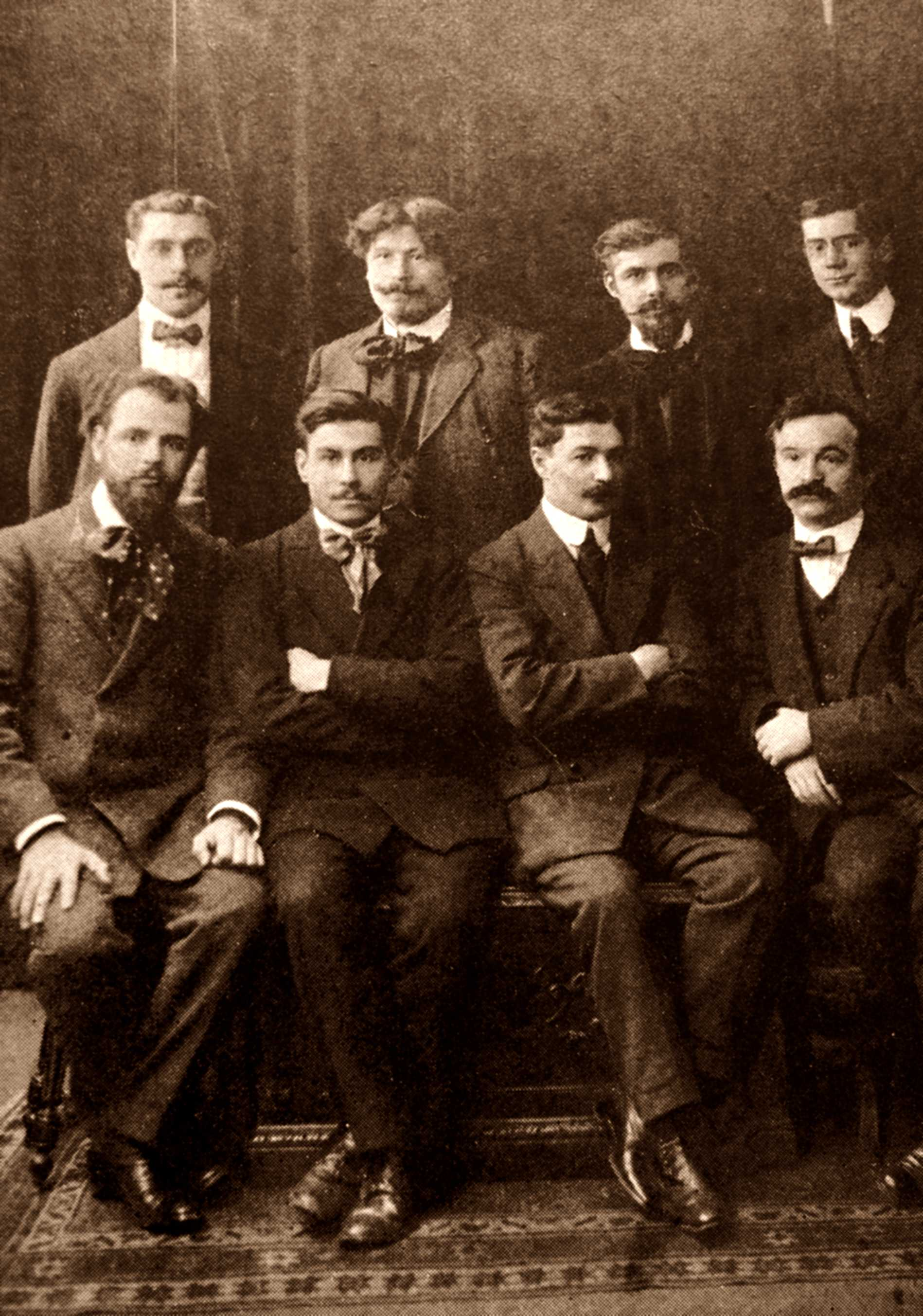
L'équipe rédactionnelle en 1911. En bas à gauche, Amédée Dunois et à droite, Pierre Monatte.

Des signatures notoires contribuent à la rédaction, comme Marcelle Capy, Georges Yvetot, Henri Zisly, Lucien Descaves, Amédée Dunois, Georges Eekhoud, Sébastien Faure, Victor Griffuelhes, James Guillaume, Léon Jouhaux, Leon Frapie, Charles-Ange Laisant, Charles Malato, Octave Mirbeau, Pierre Monatte, Christiaan Cornelissen (sous le pseudonyme de Rupert), Alfred Rosmer, etc.